# Greatest Hits from the Bong
Albums de Cypress Hill
Smoke 'Em If You Got 'Em
(2004) Collections
(2008)
Greatest Hits from the Bong est une compilation de Cypress Hill, sortie le 13 décembre 2005.
L'album contient deux titres inédits, The Only Way et EZ Come EZ Go.

## Liste des titres
| No  | Titre                                                 | Album original                    | Durée |
| --- | ----------------------------------------------------- | --------------------------------- | ----- |
| 1.  | How I Could Just Kill a Man                           | Cypress Hill                      | 4:08  |
| 2.  | Hand on the Pump                                      | Cypress Hill                      | 4:02  |
| 3.  | Latin Lingo                                           | Cypress Hill                      | 3:59  |
| 4.  | Insane in the Brain                                   | Black Sunday                      | 3:27  |
| 5.  | I Ain't Goin' Out Like That                           | Black Sunday                      | 4:24  |
| 6.  | Throw Your Set in the Air                             | Cypress Hill III: Temples of Boom | 4:05  |
| 7.  | Dr. Greenthumb                                        | Cypress Hill IV                   | 4:25  |
| 8.  | (Rock) Superstar                                      | Skull & Bones                     | 4:37  |
| 9.  | Latin Thugs (featuring Tego Calderón)                 | Till Death Do Us Part             | 3:46  |
| 10. | The Only Way                                          | Inédit                            | 3:42  |
| 11. | EZ Come EZ Go                                         | Inédit                            | 4:04  |
| 12. | Latin Thugs (Reggaeton Mix) (featuring Tego Calderón) | Till Death Do Us Part             | 3:39  |

| 13. | Tequila Sunrise (featuring Barron Ricks) | Cypress Hill IV | 4:42 |
| 14. | Can't Get the Best of Me                 | Skull & Bones   | 4:13 |
| 15. | Lowrider                                 | Stoned Raiders  | 6:41 |